# Elecciones provinciales de Salta de 1963
Las elecciones generales de la provincia de Salta de 1963 tuvieron lugar el domingo 7 de julio del mencionado año, con el objetivo de restaurar las instituciones democráticas constitucionales y autónomas de la provincia después del golpe de Estado del 29 de marzo de 1962, que derrocó al gobierno constitucional de Arturo Frondizi e intervino todas las provincias. Fueron las decimosextas elecciones provinciales salteñas desde la instauración del sufragio secreto. Se realizaron también en el marco de la proscripción del peronismo de la vida política argentina, por lo que se considera que los comicios no fueron completamente libres y justos. La elección provincial se celebró el mismo día que las elecciones presidenciales y legislativas a nivel nacional.
Tras la anulación de la candidatura del peronista Dante Lovaglio, del Frente Nacional y Popular, sus votos fueron computados como en blanco. Después de una ardua negociación en el Colegio Electoral, el también neoperonista Ricardo Joaquín Durand, gobernador entre 1952 y 1955, resultó elegido gobernador, habiendo recibido solo el 9.87% del voto total. No pudo completar su mandato constitucional ya que fue depuesto por el Golpe de Estado el 28 de junio de 1966.